# 許寬茂
許寬茂（1928年—2018年9月）。台灣政治人物，臺南州轄臺南市（今臺南市歸仁區）人。曾任第四屆臺南縣議員、第二屆台灣省議員，及和平紡織股份有限公司之常務董事兼經理。青年時期就讀臺灣省立法商學院，畢業後即返回故鄉臺南工作。
1958年許寬茂當選台南縣議會第四屆議員（第六選區），
任內多次提案要求改善縣內之農業與交通問題。
1960年擔任第二屆台灣省議會議員，問政期間推動各項行政改革，包含勞工福利、稅制修正及海埔新生地開發等。